# Haijo Apotheker
Harm Haijo Apotheker, né le 5 juin 1950 à Loppersum, est un homme politique néerlandais, membre des Démocrates 66 (D'66). Ancien ministre de l'Agriculture et de la Pêche des Pays-Bas, il est bourgmestre de Súdwest-Fryslân de 2011 à 2018, puis de Noardeast-Fryslân de 2019 à 2020.

## Biographie

### Formation et carrière
Il termine ses études secondaires en 1967 à Appingedam, puis étudie la sociologie à l'université royale de Groningue jusqu'en 1974. Il commence aussitôt à y travailler, comme chercheur dans le domaine de la rénovation urbaine. Trois ans plus tard, il devient chercheur et consultant en gestion organisationnelle à l'association des communes néerlandaises (VNG), pour qui il travaille jusqu'en 1980.

### Vie privée
Il est marié, vit à Lekkum, dans la commune de Leeuwarden, et a appartenu à l'Église réformée néerlandaise, désormais partie intégrante de l'Église protestante aux Pays-Bas.

### Parcours politique
Après avoir été membre du conseil communal et conseiller exécutif de Loppersum, il est nommé bourgmestre de Muntendam le 1er octobre 1980, puis est élu aux États provinciaux de Groningue trois ans plus tard. Il n'y effectue qu'un mandat de quatre ans, puis devient, en 1988, bourgmestre de Veendam. Il conserve ce poste jusqu'à sa désignation comme bourgmestre de Leeuwarden, cinq ans après.
Le 3 août 1998, Haijo Apotheker est nommé ministre de l'Agriculture, de la Protection de la nature et de la Pêche au sein de la seconde coalition violette dirigée par le social-démocrate Wim Kok, mais démissionne dès le 7 juin 1999. 
Il fait son retour à la politique locale le 1er février 2000, comme bourgmestre par intérim de Steenwijk. Lorsque celle-ci fusionne avec d'autres villes pour former la commune de Steenwijkerland, le 1er janvier 2001, il en est désigné bourgmestre. Il renonce à ce poste le 15 février 2010, pour devenir bourgmestre par intérim de la commune de Sneek. Le 1er janvier 2011, lors de la création de la commune de Súdwest-Fryslân, il en devient le premier bourgmestre. De janvier à octobre 2018, il occupe la même fonction dans la nouvelle commune de Waadhoeke. Enfin à partir du 1er janvier 2019, il est le premier bourgmestre de la nouvelle commune de Noardeast-Fryslân, fonction qu'il quitte en janvier 2020.